# Enzo Maggio
Enzo Maggio, all'anagrafe Vincenzo Maggio (Napoli, 10 ottobre 1902 – Napoli, 13 luglio 1978), è stato un attore e comico italiano.
Appartenente a una famiglia di attori, tutti napoletani, è il primogenito dei fratelli Maggio (Beniamino, Dante, Pupella, Rosalia).

## Biografia
Dopo una lunga gavetta nei teatrini di avanspettacolo prima e durante la seconda guerra mondiale, anche Enzo decide di dedicarsi al cinema seguendo le orme dei fratelli Dante e Beniamino che, finito il conflitto, debuttano sullo schermo. Anche Enzo inizia ad ottenere qualche ruolo consistente, ma senza raggiungere mai la popolarità dei fratelli. Interpreta comunque una notevole quantità di pellicole.
Pur frequentando assiduamente i set, ogni tanto ritorna in teatro, talvolta con i suoi fratelli come nella stagione 1955-1956 con Napoletani a Napoli di Murolo e, nella stagione 1956-1957, La Venere coi baffi di Amendola e Maccari e Girandola di successi di Vi-erre.
Non è da confondere con l'omonimo Vincenzo Maggio, stuntman presente (anche come attore, in piccoli ruoli) in diversi film con Bud Spencer e Terence Hill.

## Filmografia

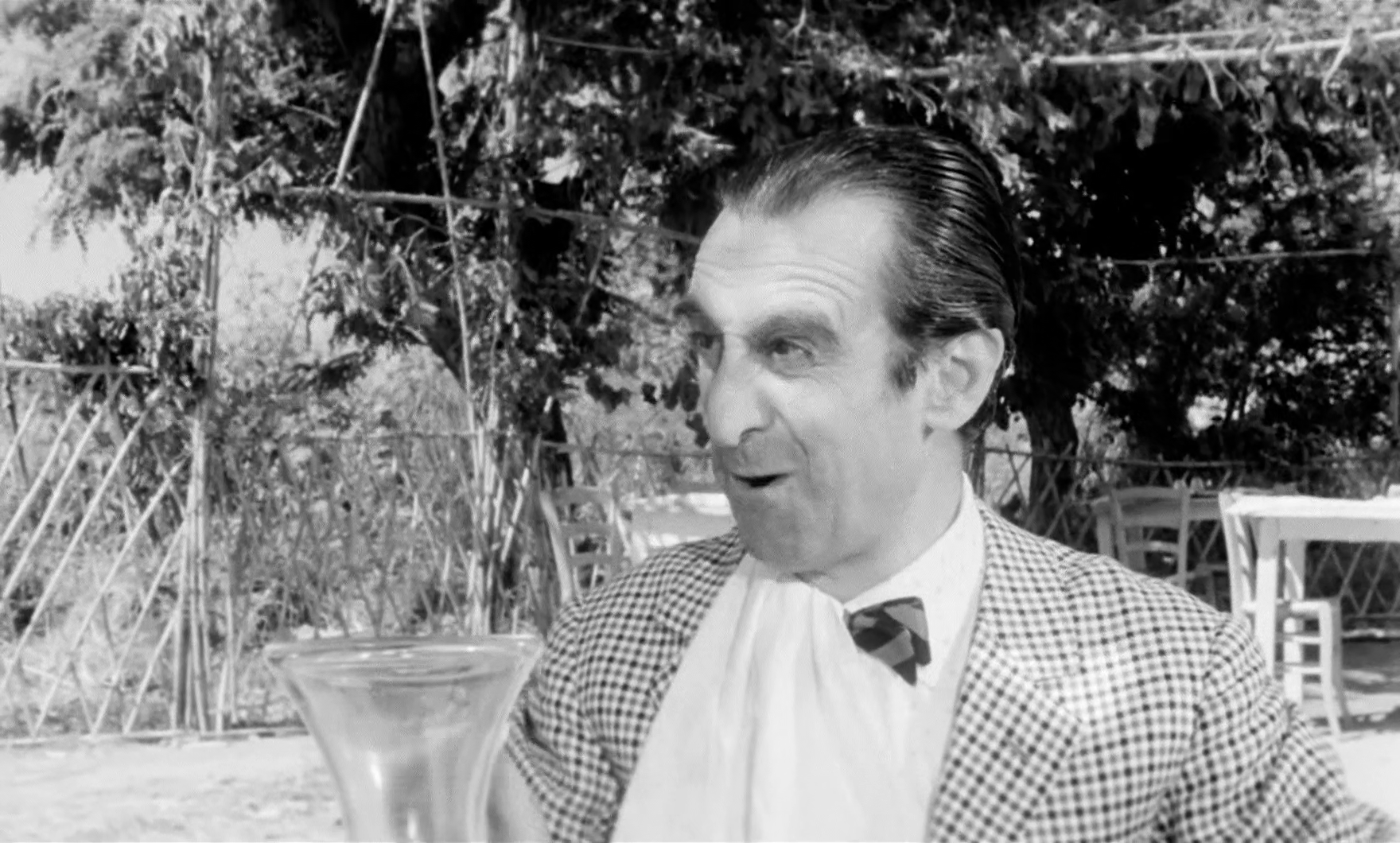
Enzo Maggio in una scena del film Adua e le compagne (1960)

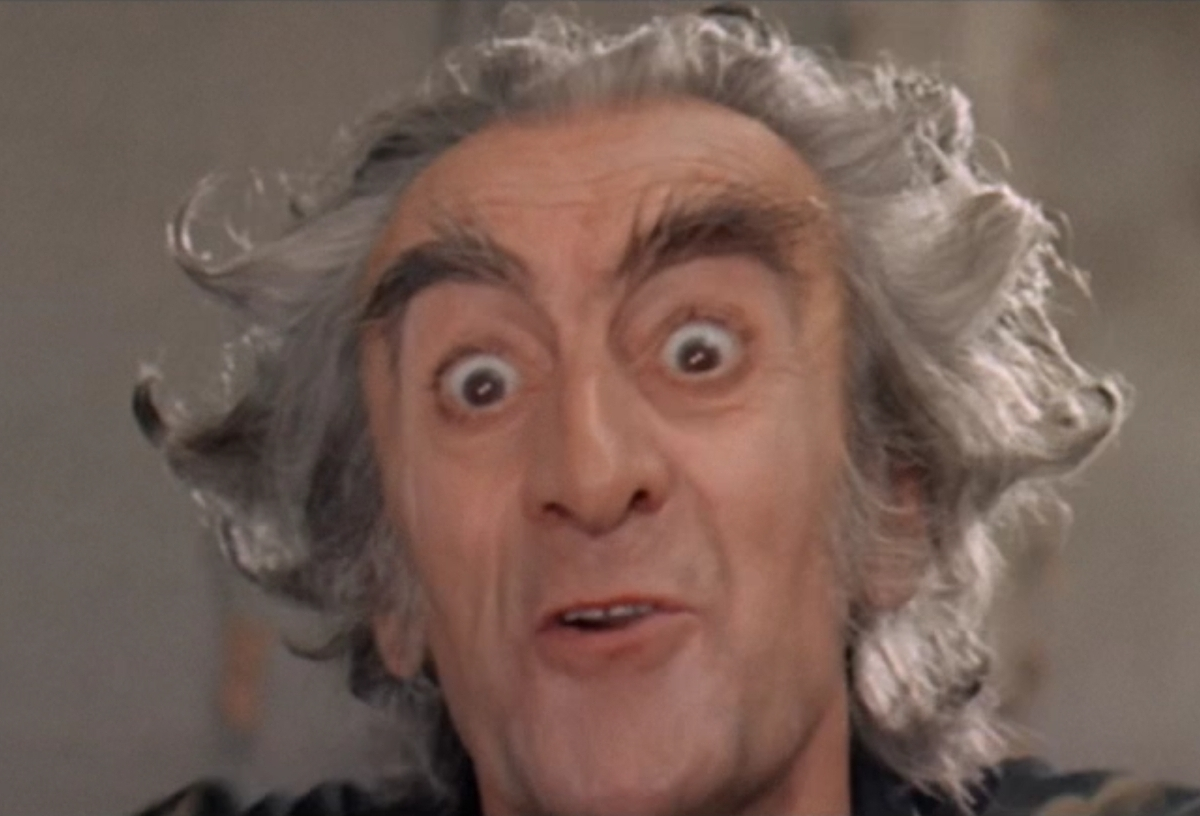
Enzo Maggio in una scena del film Decamerone '300 (1972)

- È arrivato il cavaliere, regia di Mario Monicelli e Steno (1950)
- Vita da cani, regia di Mario Monicelli e Steno (1950)
- Milano miliardaria, regia di Marcello Marchesi e Vittorio Metz (1951)
- La famiglia Passaguai, regia di Aldo Fabrizi (1951)
- Lo sceicco bianco, regia di Federico Fellini (1952)
- Totò a colori, regia di Steno (1952)
- Rimorso, regia di Armando Grottini (1952)
- Un marito per Anna Zaccheo, regia di Giuseppe De Santis (1952)
- Riscatto, regia di Marino Girolami (1953)
- Lasciateci in pace, regia di Marino Girolami (1953)

- Siamo tutti inquilini, regia di Mario Mattoli (1953)
- La passeggiata, regia di Renato Rascel (1953)
- Cose da pazzi, regia di Georg Wilhelm Pabst (1954)
- Se vincessi cento milioni, regia di Carlo Campogalliani e Carlo Moscovini, episodio Il tifoso (1953)
- Prima di sera, regia di Piero Tellini (1954)
- Tripoli, bel suol d'amore, regia di Ferruccio Cerio (1954)
- Il grande addio, regia di Renato Polselli (1954)
- Napoli piange e ride, regia di Flavio Calzavara (1954)
- Graziella, regia di Giorgio Bianchi (1954)
- Peppino e la vecchia signora, regia di Piero Ballerini (1954)
- Il cantante misterioso, regia di Marino Girolami (1954)
- Ulisse, regia di Mario Camerini (1954)
- Cantando sotto le stelle, regia di Marino Girolami (1956)
- I vagabondi delle stelle, regia di Nino Stresa (1956)
- La banda degli onesti, regia di Camillo Mastrocinque (1956)
- Due sosia in allegria, regia di Ignazio Ferronetti (1956)
- Il terribile Teodoro, regia di Roberto Bianchi Montero (1959)
- Ferdinando Iº re di Napoli, regia di Gianni Franciolini (1959)
- La scimitarra del Saraceno, regia di Piero Pierotti (1959)
- Adua e le compagne, regia di Antonio Pietrangeli (1960)
- Il mio amico Jekyll, regia di Marino Girolami (1960)
- Caccia al marito, regia di Marino Girolami (1960)
- Il re di Poggioreale, regia di Duilio Coletti (1961)
- Che gioia vivere, regia di René Clément (1961)
- Fantasmi a Roma, regia di Antonio Pietrangeli (1961)
- Il segugio, regia di Bernard Rolland (1961)
- Gli eroi del doppio gioco, regia di Camillo Mastrocinque (1962)
- L'attico, regia di Gianni Puccini (1962)
- D'Artagnan contro i 3 moschettieri, regia di Fulvio Tului (1963)
- Zorro e i tre moschettieri, regia di Luigi Capuano (1963)
- Sansone contro il corsaro nero, regia di Luigi Capuano (1963)
- Il piombo e la carne, regia di Fred Wilson (1964)
- Superseven chiama Cairo, regia di Umberto Lenzi (1965)
- I soldi, regia di Gianni Puccini e Giorgio Cavedon, episodio Lo scomparso (1965)
- Starblack, regia di Giovanni Grimaldi (1967)
- I fantastici 3 Supermen, regia di Gianfranco Parolini (1967)
- Nel sole, regia di Aldo Grimaldi (1967)
- Fai in fretta ad uccidermi... ho freddo!, regia di Citto Maselli (1967)
- Questi fantasmi, regia di Renato Castellani (1967)
- Io non protesto, io amo, regia di Ferdinando Baldi (1967)
- I 2 vigili, regia di Giuseppe Orlandini (1967)
- Il bello, il brutto, il cretino, regia di Giovanni Grimaldi (1967)
- I 2 deputati, regia di Giovanni Grimaldi (1969)
- I clowns, regia di Federico Fellini (1970)
- Ombre roventi, regia di Mario Caiano (1970)
- Er più - Storia d'amore e di coltello, regia di Sergio Corbucci (1971)
- Rimase uno solo e fu la morte per tutti, regia di Edoardo Mulargia (1971)
- Il furto è l'anima del commercio!?..., regia di Bruno Corbucci (1971)
- Quando gli uomini armarono la clava e... con le donne fecero din-don, regia di Bruno Corbucci (1971)
- Posate le pistole, reverendo, regia di Leopoldo Savona (1971)
- Trinità e Sartana figli di..., regia di Mario Siciliano (1971)
- Decamerone '300, regia di Renato Savino (1972)
- Gli altri racconti di Canterbury, regia di Mino Guerrini (1972)
- Piedone lo sbirro, regia di Steno (1973)
- Sette monache a Kansas City, regia di Marcello Zeani (1973)
- Di Tresette ce n'è uno, tutti gli altri son nessuno, regia di Giuliano Carnimeo (1974)
- Piedone a Hong Kong, regia di Steno (1975)
- Primo amore, regia di Dino Risi (1978) – postumo
- La soldatessa alle grandi manovre, regia di Nando Cicero (1978) – postumo

## Doppiatori italiani
- Gualtiero De Angelis in Fantasmi a Roma
- Leonardo Severini in I 2 vigili
- Carlo Croccolo in Io non protesto, io amo
- Gigi Reder in Primo amore
- Sergio Fiorentini in La soldatessa alle grandi manovre